# İskender Günen
İskender Günen (* 15. August 1958 in Kastamonu) ist ein ehemaliger türkischer Fußballspieler und -kommentator. Durch seine langjährige Tätigkeit für Trabzonspor wird er stark mit diesem Verein assoziiert und auf Fan- und Vereinsseiten als einer der bedeutendsten Spieler der Klubgeschichte aufgefasst. Mit 328 Erstligaeinsätzen für Trabzonspor ist er der Spieler mit den sechsthäufigsten Süper-Lig-Einsätzen der Vereinsgeschichte. Als klassischer Linksaußen wurde er wegen seiner Dribbelstärke zu Spielerzeiten als Çalımcı İskender (zu dt.: İskender der Dribbler oder Dribbler İskender) bezeichnet. Im Anschluss an seine Spielerkarriere wechselte er ins Kommentatorenfach und kommentiert in diversen Printmedien die Spiele seines früheren Vereins. Er schreibt u. a. für die Tageszeitung Sabah.

## Spielerkarriere

### Verein
Günen kam in der nordanatolischen Stadt Kastamonu auf die Welt und begann mit dem Vereinsfußball in der Nachwuchsabteilung seines Heimatklubs Kastamonuspor. Im Sommer 1975 wurde er beim Drittligisten in die erste Mannschaft aufgenommen und schaffte es wenig später in die Stammformation. Nachdem seine Mannschaft im Sommer 1975 den Klassenerhalt verpasste und so in die Amateurliga absteigen musste, verließen die talentierten Spieler die Mannschaft. Für Günen bemühte sich der Zweitligist Ankara Şekerspor und verpflichtete ihn nach wenigen Gesprächsrunden. Günen gelang es auch in der neuen Umgebung schnell, sich als Leistungsträger zu behaupten. So gehörte er zwei Spielzeiten lang zu den wichtigsten Spielern der Hauptstädter.
Dies führte dazu, dass sich mehrere Erstligisten um eine Verpflichtung Günens bemühten. Schließlich gelang es dem nordosttürkischen Verein Trabzonspor, Günen zu verpflichten. Trabzonspor war in der ersten Hälfte der 1970er Jahre in die 1. Lig aufgestiegen und wurde in der Saison 1. Lig 1975/76 völlig überraschend als erste anatolische Mannschaft türkischer Meister. Nach der ersten Meisterschaft dominierte die Mannschaft etwa ein Jahrzehnt lang den türkischen Fußball und konnte in seiner zweiten Saison neben der Meisterschaft auch mit dem Türkischen Fußballpokal und dem Türkischen Supercup alle übrigen Pokale im damaligen türkischen Fußball gewinnen. In der Saison 1977/78 wurde die Meisterschaft verfehlt und infolgedessen wurde eine kleine Revision am Kader durchgeführt. Diese Revision führte dazu, dass die Meisterschaft wieder gewinnen werden konnte. Günen trat dem Mannschaftskader im Sommer 1979 bei. In seiner ersten Saison spielte er phasenweise als Stammspieler und kam insgesamt auf 17 Ligaeinsätze. Er gewann in dieser Saison mit seiner Mannschaft die türkische Meisterschaft und den Präsidenten-Pokal, eine frühere Version des heutigen Supercups. In seiner zweiten Saison eroberte er sich bereits zu Saisonbeginn einen Stammplatz und behielt diesen bis zu seinem Karriereende. Seine zweite Saison beendete die Mannschaft mit der Titelverteidigung in der türkischen Meisterschaft. Nach zwei Meisterschaftsjahren spielte die Mannschaft zwei weitere Jahre um die Meisterschaft mit, vergab sie aber mit wenigen Punkten in den letzten Spieltagen der jeweiligen Spielzeit. Aus diesem Grund investierte der Klub im Sommer 1983 in neue Spieler und holte aufstrebenden Jungspieler wie Hasan Şengün, Hasan Vezir und Kemal Serdar. Günen bildete mit den beiden Neulingen Şengün und Vezir ein erfolgreiches Sturmtrio. In der Spielzeit 1983/84 lieferte sich Trabzonspor mit Fenerbahçe Istanbul und Galatasaray Istanbul ein Kopf-an-Kopf-Rennen um die türkische Meisterschaft. Vor dem 26. Spieltag belegte Trabzonspor mit lediglich einem Punkt Vorsprung zu den beiden Kontrahenten den ersten Tabellenplatz. Bereits in der Samstagspartie dieses Spieltages unterlag Galatasaray mit 0:3 Orduspor und ermöglichte so Trabzonspor durch einen Auswärtssieg gegen den anderen direkten Konkurrenten Fenerbahçe, eine erste Vorentscheidung Richtung Meisterschaft zu erreichen. In der hart umkämpften und mit 26.000 Zuschauern ausverkauften Partie lieferten sich beide Mannschaften ein packendes Spiel. Trabzonspor gewann das Spiel durch Tor von Şengün in der 89. Minute mit 1:0. Durch diesen Sieg machte der Verein einen wichtigen Schritt Richtung Meisterschaft. Die verbliebenen Spieltage behielt sie souverän den Punktevorsprung und erreichte die Sechste und vorerst letzte Meisterschaft der Vereinsgeschichte. Günen war mit seinen drei Saisontoren und etlichen Vorlagen maßgeblich an diesem Erfolg beteiligt. Mit seiner Mannschaft gewann er in dieser Saison auch den Türkischen Fußballpokal und wurde damit ebenso türkischer Double-Sieger. Die nachfolgenden Spielzeiten blieb Günen mit seiner Mannschaft hinter den Erwartungen zurück und konnte bis zum Sommer 1990, außer dem Premierminister-Pokal der Saison 1984/85, keinen Titel gewinnen. Im Sommer 1990 beendete er mit einem Abschiedsspiel seine Karriere.

### Nationalmannschaft
Günen wurde in seiner zweiten Saison bei Trabzonspor vom Nationaltrainer Özkan Sümer in den Kader der Türkischen Nationalmannschaft nominiert und gab am 16. Februar 1977 in einer Partie des Balkan-Cups gegen die Bulgarische Nationalmannschaft sein Länderspieldebüt. Nach diesem ersten Länderspieleinsatz wurde Günen die nächsten zwei Jahre nicht mehr in die Auswahlmannschaft nominiert. Erst im September 1982 wurde er vom neuen Nationalcoach Coşkun Özarı. Fortan gehörte er fünf Jahre lang zu den oft nominierten Nationalspielern. Neben seiner Tätigkeit für die A-Nationalmannschaft spielte Günen 1983 ein Mal für die türkische U-21-Nationalmannschaft. In seinem Einsatz für die U-21-Auswahl war er über 21 Jahre alt.
Sein letztes Länderspiel absolvierte er am 16. Dezember 1987 gegen die Jugoslawische Nationalmannschaft. Insgesamt spielte er 13 Mal für die Türkische A-Nationalmannschaft.

## Erfolge
Mit Trabzonspor
- Türkischer Meister: 1979/80, 1980/81, 1983/84
- Türkischer Pokalsieger: 1983/84
- Präsidenten-Pokalspieler: 1979/80, 1982/83
- Premierminister-Pokalsieger: 1984/1985